# رازيتشي
رازيتشي (بالسيريلية Разићи) هي قرية في البوسنة والهرسك. وهي تقع في بلدية كونييتش التابعة لكانتون الهرسك-نيريتفا في اتحاد البوسنة والهرسك. طبقا لنتائج تعداد البوسنة عام 2013 فقد كان عدد سكانها 63 نسمة.

## التاريخ
في القرية مقبرة تعود للقرون الوسطى القبور؛ وفيها أيضا بقايا لكنيسة من العصور الوسطى وجميعها مدرجة على قائمة الآثار الوطنية للبوسنة والهرسك.

## التركيبة السكانية

### التطور التاريخي للسكان
| 1961 | 1971 | 1981 | 1991 | 2013 |
| ---- | ---- | ---- | ---- | ---- |
| 319  | 248  | 183  | 153  | 63   |

## وصلات خارجية
- Maplandia (بالإنجليزية)